# Iate

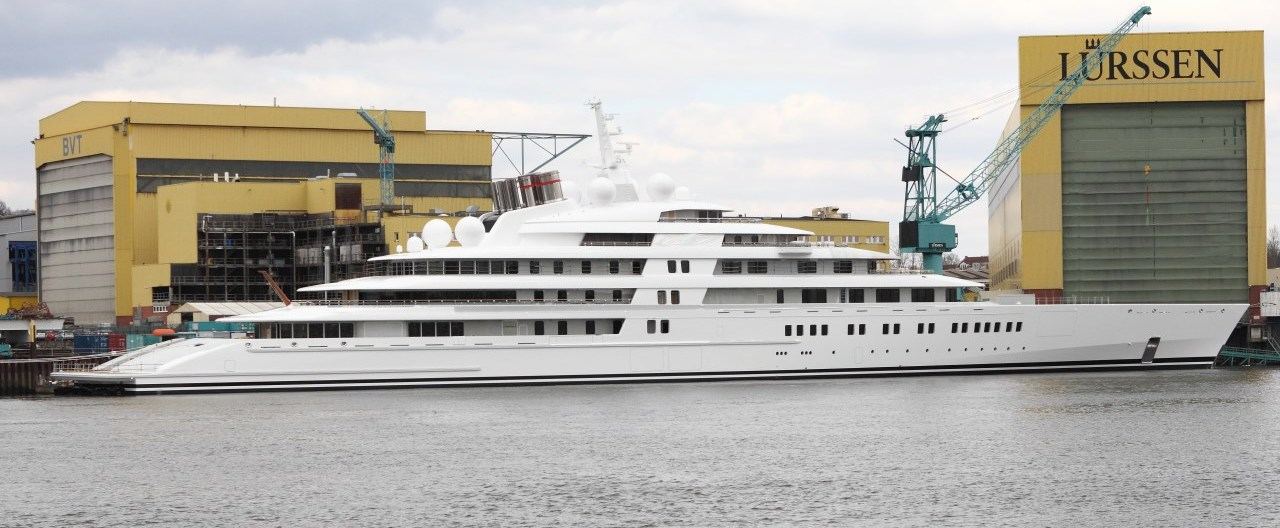
Um superiate

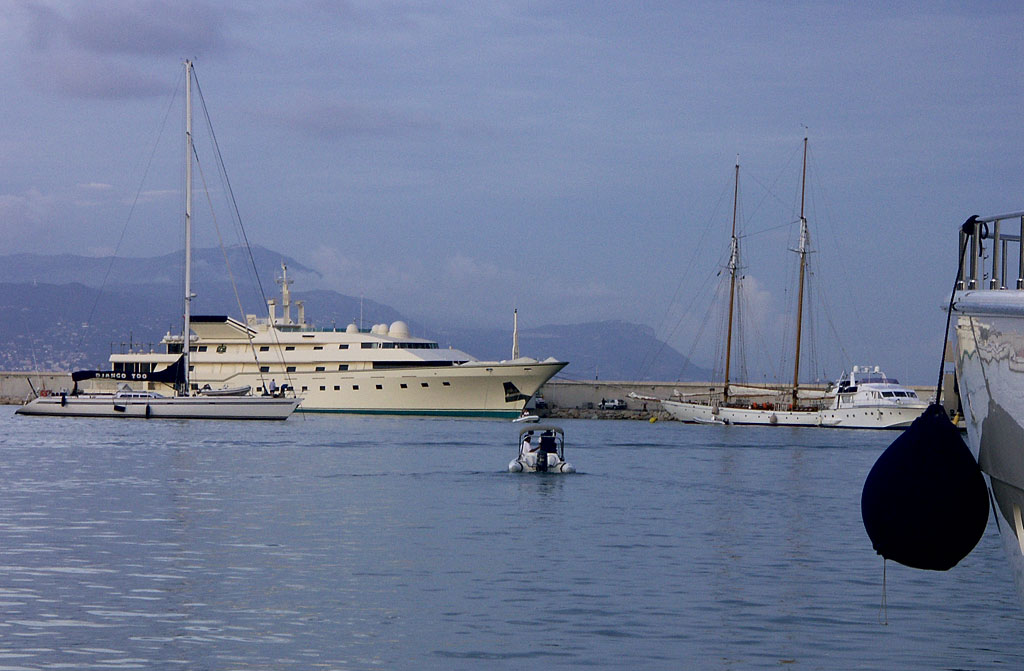
Iates a vela e a motor em uma marina em Antibes

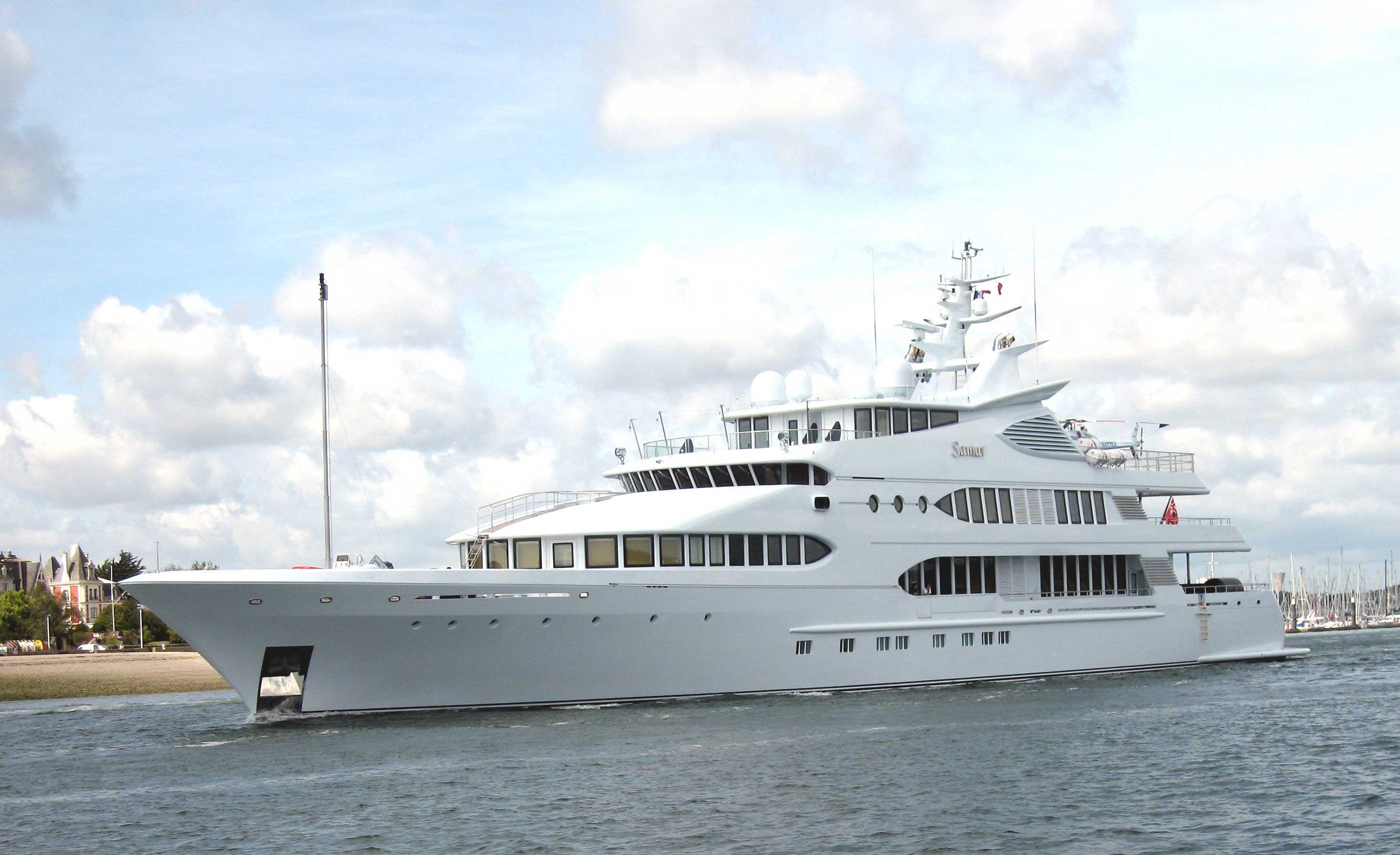
Um iate na costa francesa

Iate é uma embarcação a vela ou a motor utilizada basicamente para lazer no mar, rios ou lagos. Atualmente existem desde barcos com confortos dignos de mansões, com luxo e sofisticação, aposentos divididos, cozinha, sanitários, ar-condicionado, até pequenas embarcações de lazer. Para este artigo, dividiremos em iates a vela e a motor.

## História
Quando Carlos II de Inglaterra foi convidado pelo parlamento inglês a assumir o trono da Inglaterra, retornou da Holanda, onde se encontrava, em uma embarcação a vela muito rápida para a época chamada jacht. O novo rei a conservou, e como gostava de velejar, a usava em frequentes passeios. Desde então a monarquia britânica mantém um Iate Real.
Os nobres ingleses e depois do restante da Europa aderiram ao barco para lazer, hábito depois copiado pela burguesia enriquecida.

## Iates a motor
Símbolos da prosperidade econômica de seus proprietários, os iates motorizados priorizam o desempenho ou o luxo e conforto.
Quem gosta de alta velocidade em percursos curtos procura os barcos com a maior motorização possível, cascos estreitos e alto desempenho.
Já ao visar o conforto, existem verdadeiros palácios flutuantes com todo o conforto e luxo possível, ar-condicionado, equipamentos eletrônicos e tudo que o dinheiro pode comprar.

## Iates a vela
Veleiros são as embarcações de recreio com maior autonomia e por isso são escolhidos para grandes percursos, onde uma embarcação a motor teria de reabastecer seu combustível.
Os iates a vela podem ser divididos em barcos de cruzeiro e de competição. A diferença está basicamente no arranjo interno mais espartano, na quilha mais competitiva possível e no velame de alto desempenho dos barcos de competição contra mais conforto, manobrabilidade melhor com menos tripulação, menor calado, nos veleiros de cruzeiro.

### Distinção

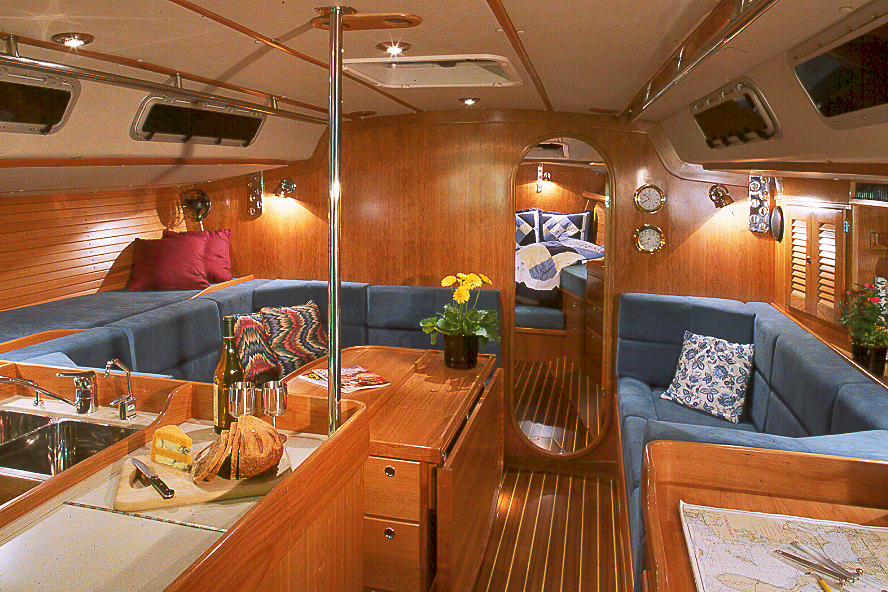
Interior de um iate

Mesmo se a distinção não é oficial fala-se de um veleiro ligeiro o que tem um patilhão amovível e para uma equipagem de um máximo de três pessoas, de cruzeiros os de patilhão fixo e pesao para uma equipagem de mais de três e um comprimento a partir dos 6 m (20 ft) de comprimento, e depois vêm os iates, de tamanhos apreciáveis e com todo o tipo de mastreação.

## Materiais
Construídos historicamente em madeira, a partir do século XX começou a utilização de outros materiais, como aço, concreto armado, alumínio, fibra de vidro, o material mais utilizado, e ultimamente, fibra de carbono, ambos compostos com resinas sintéticas.
Muitos iates são utilizados como moradia, tendo se desenvolvido todo um estilo relacionado à vida no mar.